# Natalja Wassiljewna Subarewitsch

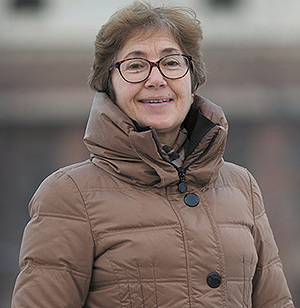
Natalja Wassiljewna Subarewitsch

Natalja Wassiljewna Subarewitsch (russisch Наталья Васильевна Зубаревич; * 7. Juni 1954 in Moskau) ist eine russische Wirtschaftsgeographin. Sie ist Spezialistin auf dem Gebiet der sozialökonomischen Entwicklung der Regionen und der sozialen und ökonomischen Geografie. Sie ist Professorin am Lehrstuhl Ökonomische und soziale Geografie Russlands der Geografischen Fakultät der Lomonossow-Universität in Moskau.
Subarewitsch ist Direktorin des Regionalprogramms des unabhängigen Instituts für Sozialpolitik und Experte des Entwicklungsprogramms der Vereinten Nationen und der Moskauer Vertretung der ILO.

## Leben
Subarewitsch absolvierte bis 1976 ein Studium am Lehrstuhl Ökonomische und soziale Geografie Russlands der Geografischen Fakultät der Lomonossow-Universität. Anschließend ist sie bis heute am gleichen Lehrstuhl tätig. 1990 verteidigte sie ihre Dissertation zum Kandidaten für Geografie und 1990 zum Doktor der geografischen Wissenschaften zum Thema Soziale Entwicklung der Regionen Russlands in der Übergangsperiode.
Von 1998 bis 2004 war sie Dozentin, und seit 2005 ist sie Professorin am Lehrstuhl Ökonomische und soziale Geografie Russlands und lehrt dort zu den Themen Geografie des nicht-produktiven Bereichs, Aktuelle Probleme der regionalen Entwicklung und Neue Tendenzen der Sozialgeographie.
Seit 2003 verbindet sie die Tätigkeit als Hochschullehrerin mit der Arbeit als Direktorin des Regionalprogramms des unabhängigen Instituts für Sozialpolitik. Das Programm Sozialatlas der Regionen Russlands hilft Forschern, Investoren, Politikern, Dozenten und Studenten. Mit seiner Hilfe kann man die Schärfe der in den Regionen vorhandenen Probleme einschätzen, das Humankapital und die soziale Infrastruktur abschätzen und die aktuellen Tendenzen der regionalen Entwicklung kennenlernen.
Seit 2010 ist sie Mitglied der Assoziation der russischen Geografen und Sozialwissenschaftler (ARGO) und Mitglied des Expertenrats der ARGO. In Programmen der Ministerien der Russischen Föderation für wirtschaftliche Entwicklung und für Arbeit und sozialen Schutz nimmt sie regelmäßig als Leiterin bzw. als verantwortlicher Bearbeiter teil. Ebenso in internationalen Projekten und Programmen, wie dem Entwicklungsprogramm der Vereinten Nationen (Jährliche Berichte über die Entwicklung des Humankapitals der Russischen Föderation), dem Moskauer Büro der ILO (Strategie zur Überwindung der Armut in Russland, Strategie der geschlechtsspezifischen Entwicklung in Russland), in Programmen des TACIS (Reformierung des Systems des sozialen Schutzes in der Russischen Föderation und Monitoring der Regionalreformen in der Russische Föderation), beim Fond sozialer Projekte der Weltbank (Erarbeitung einer Methodik zur Modellierung der Entwicklung der sozialen Infrastruktur der Region)  und andere.
Auf Einladung von internationalen Organisationen hält sie Vorlesungen in Universitäten und Staatsorganen Kasachstans, Kirgistans, Aserbaidschans, der Ukraine, der Niederlande und Deutschlands.
2018 gehörte sie der Expertenjury für den Preis der Russischen Geographischen Gesellschaft an.
Unter der wissenschaftlichen Leitung von N.W. Subarewitsch entstanden 10 Kandidaten-Dissertationen.
2020 war Subarewitsch Experte der Internet-Show wDut des Journalisten Juri Alexandrowitsch Dud für den Dokumentarfilm Kamtschatka – die von allen vergessene Halbinsel. Im September 2020 unterschrieb sie einen Brief zur Unterstützung der Proteste in Belarus.
Sie ist verheiratet und hat eine Tochter.

## Die Theorie der vier Russlands
Natalja Subarewitsch ist Begründerin der sogenannten Theorie der vier Russlands, die von ihr aus dem Modell Zentrum-Peripherie (englisch core-periphery model) der Entwicklung eines Territoriums (Zentrum und Peripherie) entwickelt wurde, das seit den 1970er Jahren in der ökonomischen Geografie existiert. In sozial-ökonomische Hinsicht wird Russland als im Inneren heterogen gesehen, unterteilt in relativ gut entwickelte Städte und die rückständige Provinz.
- Russland-1 beinhaltet Moskau und andere Millionenstädte, in denen 21 % der Bevölkerung Russlands leben. 12 Städte des Landes repräsentieren eine vorwiegend postindustrielle Gesellschaft (mit Ausnahme von Omsk, Perm, Tscheljabinsk, Wolgograd und Ufa), in ihnen ist die Mittelklasse Russlands konzentriert. In diese Städte ist die innere Migration gerichtet: die Millionenstädte nehmen die Bevölkerung ihrer Regionen auf, und Moskau aus dem ganzen Land. In diese Kategorie kann man Städte mit einer Einwohnerzahl über 500.000 oder über 250.000 Einwohner aufnehmen (das sind etwa 36 % der Bevölkerung de Landes). Diese Menschen haben Zugang zu Arbeitsplätzen, Märkten, zu Kultur und zum Internet.
- Russland-2 beinhaltet Industriestädte und Arbeitersiedlungen mit einer Bevölkerung von 20.000 bis 250.000 Einwohnern (sowie größere Städte wie Toljatti, Tscherepowez und andere). Die Einwohner dieser Städte, 25 % der Einwohner Russlands, sind hauptsächlich Industriearbeiter, haben eine geringe Bildung und führen nach Meinung der Autorin weiterhin ein Leben „nach sowjetischem Muster“. Die Zahlungsfähigkeit dieser Menschen ist gering.
- Russland-3 beinhalte die russische Provinz – kleine Städte und Dörfer, in denen 38 % der Bevölkerung leben. An diesen Orten nimmt die Bevölkerung ab und altert.
- Russland-4 beinhaltet die Republiken des Nordkaukasus und im Süden Sibiriens die Republiken Tuwa und Altai, in denen weniger als 6 % der Bevölkerung Russlands leben. Die Wirtschaft dieser Regionen ist auf die Unterstützung der Zentralregierung der Russischen Föderation angewiesen.[7]

## Publikationen
Subarewitsch ist Autorin, Mitautorin und wissenschaftliche Redakteurin vieler Monografien, darunter:
- mit D. Asrael, E. Pain: Эволюция взаимоотношений центра и регионов России: от конфликтов к поиску согласия (Entwicklung der Wechselbeziehungen zwischen dem Zentrum und den Regionen Russlands), Moskau, Komplex-Progress, 1997.
- mit A.I. Alexejew, O.W.Kusnezow: Региональные различия и человеческое развитие: Доклад о развитии человеческого потенциала в РФ. (Regionale Unterschiede und Entwicklung der Menschen: Bericht über die Entwicklung des Humanpotentials in der russischen Föderation),  1998, Entwicklungsprogramm der UNO, Moskau 1998.
- Динамика промышленного производства на карте России (Die Dynamik der Industrieentwicklung auf der Karte Russlands), Aktienmarkt, 1999, № 5.
- mit A.I. Alexejew: Кризис урбанизации и сельская местность России (Die Krise der Urbanisierung und der ländliche Raum in Russland) in: Sch. Sajontschkowskaja (Hrsg.): Миграция и урбанизация в СНГ и Балтии в 1990-е гг. (Migration und Urbanisation in den postsowjetischen Staaten), Moskau, Adamant, 1999.
- Регион как субъект политики и общественных отношений (Die Region als Subjekt der Politik in den gesellschaftlichen Beziehungen), Moskau, МОНФ (Moskauer Stiftung für Gesellschaftswissenschaften), 2000.
- Социальное развитие регионов России: проблемы и тенденции переходного периода (Die soziale Entwicklung der Regionen Russlands: Probleme und Tendenzen der Übergangsperiode), Moskau, Editorial URSS, 2003. (weitere Auflagen 2005, 2007).
- Россия регионов: в каком социальном пространстве мы живём? (Russland der Regionen: In was für einem sozialen Raum leben wir?), Moskau, Pomatur, 2005.
- Крупный бизнес в регионах России: территориальные стратегии развития и социальные интересы. (Großunternehmen in den Regionen Russlands: Territoriale Strategien der Entwicklung und soziale Interessen) Moskau, Unabhängiges Institut der Sozialpolitik, 2005, ISBN 5-86208-176-3.[8]
- Регионы России: неравенство, кризис, модернизация. (Die Regionen Russlands: Ungleichheit, Krise, Modernisierung), Moskau, Unabhängiges Institut der Sozialpolitik, 2010, ISBN 978-5-903599-10-3.

## Auszeichnungen und Preise
- Internationale Leontief-Medaille (2009) für Erfolge in der Analyse der Ökonomie der Regionen die Begründung für regionale Wirtschaftsreformen in Russland.[9]
- Baranski-Preis (2015) Kollektivauszeichnung für das Lehrbuch Russland: Sozialökonomische Geografie
- Jegor-Gaidar-Preis (2016) „Für den herausragenden Beitrag auf dem Gebiet der Ökonomie“[10]